# Alaíde Braga de Oliveira
Alaíde Braga de Oliveira (Morada Nova de Minas, 10 de março de 1941) é uma química, pesquisadora, professora universitária brasileira.
Comendadora e Grande Oficial da Ordem Nacional do Mérito Científico e membro titular da Academia Brasileira de Ciências na área de Ciências Químicas, Alaíde é professora emérita da Universidade Federal de Minas Gerais e pioneira na pesquisa e desenvolvimento nas áreas de química de produtos naturais e de síntese orgânica.

## Biografia
Nascida em Morada Nova de Minas, no interior de Minas Gerais, em 1941, Alaíde é filha de Delor Braga da Silva e Alzira Amélia da Silva, ambos comerciantes. Formou-se em farmácia, em 1963, pela Universidade Federal de Minas Gerais (UFMG), onde foi a primeira bolsista de Iniciação Científica do CNPq da universidade, sob a orientação do farmacêutico e professor Aluísio Pimenta. Em 1967, obteve o doutorado em química, sob orientação do professor Otto Gottlieb.
Nos dois anos seguintes, fez estágio de pós-doutorado na Universidade de Sheffield, em Sheffield, Inglaterra, onde trabalhou em síntese orgânica e ressonância magnética nuclear. De volta ao Brasil, começou a carreira docente na Escola de Engenharia e, em 1969, assumiu o cargo de professora assistente na UFMG, no recém-criado Instituto de Ciências Exatas, do Departamento de Química, onde se tornou professora adjunta e posteriormente professora titular.
Lecionou na graduação e na pós-graduação nas áreas de Química Orgânica, Métodos Espectroscópicos de Análise Orgânica e Biossíntese de Produtos Naturais. A partir de 2001, começou a atuar na Faculdade de Farmácia da UFMG, onde introduziu na grade curricular a disciplina de Fitoquímica, na graduação, e participou da criação dos cursos de Especialização em Farmacoquímica e da pós-graduação stricto senso em Ciências Farmacêuticas, nos graus de mestrado e doutorado.
Tem experiência na área de Química, com ênfase em Fitoquímica e Química de Produtos Naturais. Na área de fitoquímica, concentrou-se na pesquisa de espécies vegetais das famílias Annonaceae, Apocynaceae, Asteraceae e Bignoniaceae. Trabalhou em pesquisa interdisciplinar em colaboração com pesquisadores da área biológica\farmacológica, realizando o estudo químico-biológico de plantas de uso medicinal para tratamento de malária, leishmaniose e infecções virais visando avaliar seus efeitos.